# Santa María (tổng của Catamarca)
Santa María là một tổng đông bắc thuộc tỉnh Catamarca ở Argentina.
Tổng này có dân số khoảng 22.000 người và diện tích 5.740 km², thủ phủ là Santa María.